# Ник Холоняк
Ник Холоняк младши (на английски: Nick Holonyak Jr.; 3 ноември 1928 г. – 20 септември 2022 г.) е американски инженер и педагог. Той става известен с изобретението си от 1962 г. на светодиод, който излъчва видима червена светлина вместо инфрачервена светлина; след това Холоняк работи в изследователската лаборатория на „Дженерал Илектрик“ в Сиракюз, щат Ню Йорк. Той е почетен председател на катедрата по електротехника и физика „Джон Бардийн“ в Университета на Илинойс в Ърбана-Шампейн, откакто е напуснал „Дженерал Илектрик“ през 1963 г.